# Romances de materia caballeresca
Según Martín de Riquer, sus principales características son:
1. El caballero no evoluciona psicológicamente.
2. La obra está en la línea de las escritas por Chrétien de Troyes.
3. Presencia de lo mágico y lo exótico.
4. La acción sucede en una época lejana.
5. No interesa la verosimilitud ni el realismo.
6. La estructura es abierta, con lo que se facilita las prolongaciones.

Las Novelas caballerescas, por su parte, tienen como modelo el Tirant lo Blanc y presentan los siguientes rasgos:
1. La acción transcurre en tierras posibles o conocidas y en un tiempo cercano.
2. Las aventuras son necesarias y no gratuitas; es decir, surgen de acuerdo con el desarrollo de la obra.
3. El protagonista entra en la media humana.
4. El contenido es mucho más verosímil que en los Libros de caballerías.

## Primeras muestras hispanas
En este primer estadio del género es eminentemente artúrico.
La penetración en España de la materia artúrica suele datarse entre los siglos XII y XIII (recuérdese que, por ejemplo, en los Anales navarro-aragoneses ya aparecía una mención al rey Arturo) y su popularidad fue tal que ya en el siglo XIV los poetas suponían al público familiarizado con ella.
Estas obras eran consideradas como universales espejos de príncipes y señores, por lo que su expansión fue europea y formó una intrincada red de obras, aunque de rasgos e intenciones comunes.
La materia artúrica, en sus orígenes, reposa en las leyendas célticas que ayudaron a conformar la identidad de los primeros pobladores de Gran Bretaña. Hito fundamental en el curso evolutivo de ellas fue el obispo de Monmouth, pues configuró con su Historia regum Britannae un amplio sistema historiográfico que otorgó coherencia al laberinto de narraciones construidas en torno a la figura del rey Arturo. Esta propuesta historiográfica sufrirá un proceso de transformación que las adaptará al sistema ideológico de las cortes francesas de finales del siglo XII y de la primera mitad del XIII. Así, nos encontraremos con dos grandes troncos que recogen las gestas del rey Arturo y, sobre todo, de sus caballeros:
A. Los textos conocidos como Vulgata (1215-1230):
1. Estoire du Graal.
2. Merlin.
3. Lancelot.
4. Quête du Graal.
5. Morte d´Artur (enlace roto disponible en Internet Archive; véase el historial, la primera versión y la última)..

B. Los conocidos como Post-Vulgata (1230-1240):
1. Estoire del Saint Graal.
2. Merlin y Suite du Merlin.
3. La Queste, que es el libro fundamental y que incluye una muy breve Mort d´Artur.

La Península no fue un foco innovador en cuanto a estos relatos ya que tanto los escritores como el público aceptaban, con relativas pocas alteraciones, los libros franceses de la Post-Vulgata, de los cuales derivan las obras castellanas del ciclo artúrico.
Los textos castellanos más importantes que se nos han conservado son:

### Baladrodel sabio Merlín
Se nos ha conservado en una impresión de 1498. Como se deduce del título, lo que importa no es tanto la vida del mago como su aleccionadora muerte. se compone de tres grandes núcleos narrativos: los orígenes de Merlín (capítulos 1-125), Merlín como soporte de la corte artúrica (capítulos 126-216) y ocaso y muerte del mago (capítulos 217-341).

### Demanda del Santo Grial
Como en el caso anterior, las versiones más completas que se nos han conservado son dos impresos (Toledo y Sevilla). La obra tiene dos partes claramente diferenciadas: la demanda del Santo Grial, propiamente dicha (capítulos 1-391) y la muerte de Arturo (capítulos 392-455).

### Los libros de Tristán
A los textos más antiguos que se nos han conservado de este personaje (finales del siglo XIV y del XV) les faltan tanto el principio como el final, por lo que es necesario recurrir al primer texto impreso y completo (Valladolid, 1501) para conocer su historia por entero. En resumidas cuentas, el ciclo de Tristán lo que muestra es un enfrentamiento entre la caballería y la realeza y la imposibilidad de un amor que no sea el cortés.

### ElAmadís de Gaula
El texto de esta obra nos ha llegado completo solo por la refundición que en el siglo XVI hiciera Garci Rodríguez de Montalvo. Sin embargo, diversos indicios (1) ha llevado a los investigadores a suponer la existencia de tres Amadises diferentes, sugeridores de tres modelos de ficción que responden a tres realidades temporales también distintas. 
Así, el primer Amadís (según Blecua de principios del siglo XIV) sería un canto al amor caballeresco y estaría muy influido por la materia artúrica vertida al castellano y al gallego-portugués. En las últimas décadas de este siglo se le añadirían planteamientos argumentales que pretenderían reflejar el espíritu de caos y de destrucción que provocó el fin de una dinastía y el advenimiento de otra nueva. Por lo tanto, este segundo Amadís debió poseer un gran pesimismo. El tercer Amadís, que es el que conocemos por la versión de Montalvo, difiere sustancialmente de los anteriores ya que 
1. es una abreviación,
2. se le añadieron la mayoría de las glosas existentes y
3. la ideología de la época en que se refundió (entre 1492 y 1506) es también muy diferente. De hecho, el protagonista termina como un ser anacrónico y derrotado, mientras que el nuevo modelo de héroe queda representado en su hijo Esplandián.